# Argyrops bleekeri
Argyrops bleekeri е вид бодлоперка от семейство Sparidae. Видът не е застрашен от изчезване.

## Разпространение и местообитание
Разпространен е в Бруней, Виетнам, Индонезия, Камбоджа, Китай, Малайзия, Мианмар, Провинции в КНР, Тайван, Тайланд, Филипини, Хонконг и Япония.
Среща се на дълбочина от 60 до 100 m.

## Описание
На дължина достигат до 40 cm.